# 잔나 베레타 몰라
잔나 베레타 몰라(이탈리아어: Gianna Beretta Molla, 1922년 10월 4일~1962년 4월 28일)는 이탈리아 로마 가톨릭 소아과 의사였다. 몰라는 치명적인 결과를 알고 있음에도 불구하고 넷째 아이를 임신하는 동안 낙태와 자궁절제술을 모두 거부했다. 몰라의 의료 경력은 로마 가톨릭교회의 가르침을 따랐다. 그녀는 도움이 필요한 다른 사람들을 도우면서 자신의 양심을 따르는 것이 중요하다고 믿었다. 몰라는 또한 노인들을 위한 자선 활동에 헌신했으며 가톨릭 운동에 참여했다. 그녀는 또한 가난하고 불우한 사람들을 위한 봉사활동에서 세인트 빈센트 드 폴 그룹을 도왔다.
몰라의 시복식은 1994년에 거행되었으며, 그녀는 10년 후인 2004년 중반에 성 베드로 광장에서 성인으로 시성되었다.